# Мушати
Мушати е владетелска тронна династия на Княжество Молдова - от 1374 г. до 1546 г.
Най-известните владетели, представители на династията, са Александър I Добрия, Стефан III Велики и Петър IV Рареш. Последният представител на династията е Илиас Александър. Представители на семейство Мушат са обвързани от многобройни бракове със семейство Басараб, управляващо съседна Влахия. 